# Fundação Perseu Abramo
A Fundação Perseu Abramo (FPA) é um think tank brasileiro, criado em 5 de maio de 1996 pelo Partido dos Trabalhadores (PT) para desenvolver projetos de caráter político-cultural. Nomeada em homenagem ao jornalista Perseu Abramo, a  fundação se autodefine como um espaço para o desenvolvimento de atividades de reflexão político-ideológica, estudos e pesquisas, destacando a pluralidade de opiniões.  A FPA substituiu uma fundação de apoio partidário anteriormente existente no PT, a Fundação Wilson Pinheiro, criada em 1981 e extinta em 1990.

## História
A Fundação Perseu Abramo foi instituída pelo Partido dos Trabalhadores por decisão do seu Diretório Nacional no dia 5 de maio de 1996. Tal decisão abriu caminho para a concretização de uma antiga aspiração do PT, que era a de constituir um espaço, fora das instâncias partidárias, para o desenvolvimento da reflexão político-ideológica, a promoção de debates, estudos e pesquisas, com pluralidade de opiniões e isenção, fora dos embates do dia a dia de um partido político.Uma experiência de criação de instituição de tal natureza já havia sido tentada: a da Fundação Wilson Pinheiro, que funcionou durante algum tempo, sustentada por alguns intelectuais e dirigentes do Partido, mas acabou se esgotando por várias razões, inclusive a falta de um fluxo regular de recursos financeiros.
Apesar de a Fundação Wilson Pinheiro ter deixado de existir, a ideia que a inspirou nunca morreu dentro do partido, tornando-se  uma firme convicção do Diretório Nacional. A viabilidade do projeto recebeu um grande reforço com a garantia de uma base financeira permanente, representada pelos recursos do Fundo Partidário, a partir da promulgação da Lei n° 9096.Conforme seu inciso IV do  art. 44, a referida lei, passou a permitir a aplicação de,  no mínimo, 20% da cota do Fundo Partidário, "na criação e manutenção de instituto ou fundação de pesquisa e de doutrinação e educação política".
Nesse momento, Perseu Abramo, que havia assumido as funções de secretário nacional de formação política do PT, começou a desenvolver estudos para estabelecer o futuro instituto ou fundação, fazendo consultas sobre as vantagens e desvantagens de cada um desses modelos, elaborando alguns documentos básicos sobre o tema, chegando, até mesmo, a formular um pré-projeto do que poderiam ser as linhas de trabalho da instituição. Perseu dedicou grande parte de seu esforço, nos últimos meses de sua vida, a esse trabalho.
A etapa seguinte iniciou-se com a decisão do Diretório Nacional de criar uma fundação. A escolha desse modelo, que deve prestar contas à Curadoria de Fundações do Ministério Público, foi proposital, a fim de garantir o rigor e a transparência de todos os atos a serem desenvolvidos pela instituição. Feita tal escolha, um pequeno grupo de pessoas que havia acompanhado as discussões anteriores, foi incumbido pelo Diretório Nacional de prosseguir - tomando como base as ideias esboçadas por Perseu - os estudos preliminares para definição da base jurídica, dos objetivos e do programa de atividades da nova fundação. Dois documentos foram elaborados com esse propósito: um que definia os "elementos para um plano de trabalho" e outro que continha os estatutos da Fundação. Ambos foram aprovados por unanimidade na reunião do Diretório Nacional do dia 5 de maio de 1996. Foi definido que a fundação seria "instituição de direito privado, instituída pelo Partido dos Trabalhadores mas com autonomia jurídica e administrativa, com sede em São Paulo, mas de âmbito nacional".
A fundação é constituída por dois órgãos constitutivos: o Conselho Curador e a Diretoria Executiva. O primeiro é composto por 25 membros designados pelo Diretório Nacional, a quem são atribuídas as tarefas de fiscalização, aprovação das contas, do orçamento e do plano de trabalho anuais, além da decisão em todas as questões importantes como as relativas a eventuais alterações do estatuto ou do patrimônio da instituição e das discussões das linhas gerais de trabalho e a contribuição para o desenvolvimento das atividades da Fundação através da avaliação crítica dos projetos em andamento e sugestões para novas iniciativas. O Conselho realiza reuniões ordinárias a cada três meses. A Diretoria Executiva é composta por seis membros: um presidente, um vice-presidente e mais quatro diretores, com atribuições de planejamento, orientação e coordenação dos trabalhos da Fundação, de representação externa da entidade, inclusive junto à Curadoria de Fundações, e de sua articulação com as instâncias do partido e com os diversos segmentos da sociedade em geral.
As linhas gerais do plano de trabalho previam os seguintes campos de atuação: recuperação da memória e da história do PT (Projeto Memória e História); reflexão ideológica, política e cultural (Reflexão); socialização do patrimônio político-ideológico-cultural acumulado, através de eventos, publicações e educação política (Editora e Revista Teoria a Debate); pesquisas de opinião pública (Núcleo de Opinião Pública).
Com a situação da Fundação regularizada, no dia 14 de outubro de 1996, deu-se a posse simultânea do Conselho Curador e da Diretoria Executiva e, no dia 19 do mesmo mês, era inaugurada a sede provisória da Fundação Perseu Abramo. Em novembro do mesmo ano, foi realizada a primeira atividade pública da fundação, o seminário "O Modo Petista de Governar".

## Objetivos
A Fundação Perseu Abramo tem como objetivos:
- Contribuir para a educação e qualificação da ação política dos filiados do PT, do povo trabalhador e da cultura socialista democrática do Brasil.

- Articular e fomentar processos de elaboração intelectual e criação cultural no campo progressista.

- Confirmar e expandir o papel do PT na democracia brasileira.

- Contribuir para que o pensamento progressista se torne referência e que as tradições conservadoras, antes dominantes, sejam levadas a evoluir e se reposicionar frente às transformações em curso.

## Organização

### Diretoria Executiva
- Presidente: Paulo Okamotto[4]
- Diretores: Alberto Cantalice, Artur Henrique, Carlos Henrique Árabe, Elen Coutinho, Jéssica Italoema, Lindbergh Farias, Márcio Jardim, Valter Pomar e Vivian Farias[4]

### Conselho Curador
- Presidenta de honra: Dilma Rousseff[4]
- Presidente: Fernando Haddad[4]
- Membros: Arlete Sampaio, Camila Vieira dos Santos, Celso Amorim, Dilson Peixoto, Elói Pietá, Flávio Jorge Rodrigues, Gleber Naime, Helena Abramo, Iole IIíada, Jorge Viana, José Roberto Paludo, Juliana Cardoso, Lais Abramo, Luiza Dulci, Maria Celeste de Souza da Silva, Nabil Bonduki, Nalu Faria, Nilma Lino Gomes, Nilmário Miranda, Paulo Gabriel Soledade Nacif, Penildon Silva Filho, Sandra Maria Sales Fagundes, Selma Rocha, Teresa Campello, Valmir Assunção[4]

## Núcleos[5]
- Centro Sérgio Buarque de Holanda
- Editora Fundação Perseu Abramo
- Núcleo Administrativo Financeiro
- Comunicação
- Cooperação Internacional
- Formação Política
- Núcleo de Opinião Pública
- Revista Teoria e Debate